# Glenda Merrill-Penaz
Glenda Merrill-Penaz es una deportista estadounidense que compitió en tiro con arco, en la modalidad de arco compuesto. Ganó cuatro medallas en el Campeonato Mundial de Tiro con Arco en Sala entre los años 1995 y 1999.

## Palmarés internacional
| Campeonato Mundial en Sala | Campeonato Mundial en Sala | Campeonato Mundial en Sala | Campeonato Mundial en Sala |
| Año                        | Lugar                      | Medalla                    | Prueba                     |
| -------------------------- | -------------------------- | -------------------------- | -------------------------- |
| 1995                       | Birmingham (Reino Unido)   | Medalla de oro             | Individual                 |
| 1995                       | Birmingham (Reino Unido)   | Medalla de oro             | Equipo                     |
| 1997                       | Estambul (Turquía)         | Medalla de oro             | Equipo                     |
| 1999                       | La Habana (Cuba)           | Medalla de bronce          | Equipo                     |